# Oldřich J. Blažíček
Oldřich Jakub Blažíček (8. listopadu 1914 v Praze – 25. června 1985 v Mnichově, SRN) byl český historik umění věnující se především baroknímu sochařství.

## Život
Narodil se jako jediný syn malíře Oldřicha Blažíčka a Beatrix, rozené Rajsekové. Maturoval na gymnáziu v Praze (1932) a v letech 1933–1938 vystudoval dějiny umění (prof. A. Matějček, V. Birnbaum, J. Cibulka) a klasickou archeologii (J. Čadík) na filozofické fakultě Karlovy univerzity v Praze. Vědecky navazoval na svého učitele Antonína Matějčka.
Roku 1937 nastoupil jako dobrovolník v SPÚ v Praze. Za 2. světové války byl vedoucím knihovny Uměleckoprůmyslového musea v Praze a v letech 1945–1947 odborným asistentem dějin umění na FF UK v Praze. Roku 1947 se habilitoval  a do roku 1951, kdy z politických důvodů byl nucen univerzitu opustit, přednášel dějiny umění. Pracoval pak jako vědecký pracovník Národní kulturní komise a v letech 1952–1958 jako vedoucí oddělení Státní památkové správy, 1958–1965 jako vedoucí skupiny SÚPPOP. Od roku 1966 pak až do své smrti byl vědeckým pracovníkem Národní galerie v Praze.. Jeho dcerou je historička umění Naděžda Blažíčková Horová a syn JUDr. Jan Blažíček.

## Dílo
Stěžejní jsou Blažíčkovy práce o českém baroku, souborná práce o sochařství z roku 1957 a celková syntéza (česky 1971), kde jsou novátorsky jednotlivé obory umění vykládány souběžně. Je také autorem mezinárodních výstav a výstavních katalogů o barokním umění a řady nejrůznějších menších příspěvků v odborném tisku.

### Publikace (výběr)
- Oldřich J. Blažíček, J. Čeřovský, E. Poche, Klášter v Břevnově, V. Poláček Praha 1944
- Pražská plastika raného baroka, Praha 1946
- Rokoko a konec baroku v Čechách, Matice česká Praha 1948
- Obrazárny státních zámků, Praha 1956
- Ferdinand Maxmilián Brokof, Praha NČSVU 1957, Odeon 1976, Odeon 1986
- Sochařství baroku v Čechách. Plastika 17. a 18. věku, Praha: SNKLHU, 1958
- Matyáš Braun v Čechách, Praha 1960
- Oldřich J. Blažíček a kol., Slovník památkové péče. Terminologie. Morfologie. Organizace., Praha 1962
- Umění baroku v Čechách, Obelisk Praha 1971
- Oldřich J. Blažíček, Jiří Kropáček: Slovník pojmů z dějin umění, Odeon Praha 1991, ISBN 80-207-0246-6